# بنکس مدو
بنکس مدو (به انگلیسی: Banksmeadow) یک حومه شهر در استرالیا است که در نیو ساوت ولز واقع شده‌است.